# Mirjana Marković
Mirjana „Mira” Marković, cyr. Мирјана „Мира” Марковић (ur. 10 lipca 1942 we wsi Brežane k. Požarevaca, zm. 14 kwietnia 2019 w Soczi) – serbska polityk i socjolog, wdowa po Slobodanie Miloševiciu.

## Życiorys
Była córką partyzantów komunistycznych: Momy Markovicia i Very z d. Miletić. Aby uczcić pamięć matki, która zginęła w czasie wojny Mirjana posługiwała się nazwiskiem łącznym Marković-Miletić. Z czasów wojny pozostała jej blizna na czole.
Ukończyła studia z zakresu socjologii na Uniwersytecie Belgradzkim, tam też obroniła pracę doktorską i otrzymała tytuł profesorski. Była członkiem honorowym Rosyjskiej Akademii Nauk.
Poznała Slobodana Miloševicia, kiedy oboje uczęszczali do szkoły średniej. Pobrali się w 1965 i stanowili bardzo udane małżeństwo. Owocem ich związku było dwoje dzieci: syn Marko i córka Marija. Mirjana uchodziła za osobę, której Milošević bezgranicznie ufał i konsultował z nią najważniejsze decyzje polityczne. W 1994 stanęła na czele partii o nazwie Jugosłowiańska Lewica (Југословенска Левица), która formalnie była opozycyjna wobec kierowanej przez jej męża Socjalistycznej Partii Serbii.
W latach 80. jej teksty ukazywały się na łamach pisma „Politika”, od lat 90. publikowała regularnie na łamach tygodnika „Duga”, komentując bieżącą sytuację polityczną. Jej książki przetłumaczono na cztery języki, w tym na chiński i hindi.
Po aresztowaniu męża w kwietniu 2001, wyjechała z kraju i osiedliła się w Rosji. Władze Serbii wysłały za nią list gończy, oskarżając ją o nadużycia finansowe, a także zlecenie mordu na dziennikarzu Slavku Ćuruviji, ale władze Rosji odmówiły jej ekstradycji, gdyż wcześniej uzyskała ona azyl polityczny w tym kraju. 12 lutego 2008 Miljko Radisavljević (prokurator ds. przestępczości zorganizowanej w Serbii) zapowiedział, że Mirjana Marković będzie sądzona in absentia.
Zmarła w Rosji, urna z jej prochami została pochowana 21 kwietnia 2019 na cmentarzu w Požarevacu.

## Dzieła
- 1993: Odgovor (Odpowiedź)
- 1994: Noć i dan: dnevnik: decembar 1992-juli 1994 (Noc i dzień: dziennik: grudzień 1992–lipiec 1994)
- 1999: I srce je na levoj strani (Serce jest po lewej stronie)
- 2000: Socjologija (Socjologia)